# Richard Münch
Richard Heinrich Ludwig Münch, född 10 januari 1916 i Giessen, Hessen, död 6 juni 1987 i Málaga, Spanien, var en tysk skådespelare.

## Roller i urval
- 1951 – Den förlorade
- 1959 – Till Hitlers sista man
- 1961 – Das Wunder des Malachias
- 1962 – Den längsta dagen
- 1964 – Besöket
- 1964 – Tåget
- 1969 – Bron vid Remagen
- 1970 – Patton – Pansargeneralen
- 1978, 1983 – Den gamle deckarräven (TV-serie)
- 1985 – Target - livsfarlig måltavla
- 1985 – Träffpunkt Genève